# Chiesa dei Santi Cosma e Damiano (San Damiano d'Asti)
La chiesa dei Santi Cosma e Damiano è un luogo di culto cattolico di San Damiano d'Asti, situata all'ingresso nord del paese, dove un tempo sorgeva la fortezza edificata dagli astigiani che fondarono il borgo nel XIII secolo. È dedicata ai fratelli martiri Cosma e Damiano.
La chiesa che si vede oggi è posizionata trasversalmente, quasi a chiudere l'imboccatura della via principale; il motivo di questa posizione nasce dal fatto che l'entrata delle antiche fortezze non era frontale, ma su un tratto obliquo, cioè un raccordo, il quale si può notare tra il viale di mezzanotte e l'inizio di via Roma.

## Storia
Non si può stabilire con certezza l'anno in cui fu edificata. La prima data più certa è intorno al 1484, quella delle visite pastorali dei vescovi di Asti. Negli anni inoltrati del XV secolo, la chiesa è stata probabilmente elevata a parrocchia. Nel 1584 i parrocchiani chiesero al Prelato che fosse loro concesso il battesimo, in quanto, solitamente, i neonati venivano battezzati nella chiesa di San Vincenzo e nella chiesa di Santa Maria Nuova, e la suddetta richiesta fu accolta; infatti nel 1589 iniziarono i libri dei nati e dei morti.

## Descrizione

### Esterno
In origine la facciata della chiesa doveva rivolgersi a ponente. In seguito è stata edificata la confraternita dell'Annunziata, bloccando così il lato ovest. Successivamente, anche in seguito all'ampliamento della precedente planimetria, si poterono costruire due lati, dove, su quello meridionale, si realizzò la facciata . Essa non è un'opera di architettura ma un'imitazione caratterizzata da una sovrapposizione di ordini. Il frontespizio è in laterizio intonacato, scandito da lesene, con due nicchie dove sono collocate le due statue dei santi Cosma e Damiano, ai quali è dedicata la chiesa; il portale ligneo centrale e sormontato da un rosone quadrilobato, sopra il quale vi è un affresco raffigurante l'Immacolata Concezione. È importante ricordare che monsignor Ercole Armosio, parroco dal 1927 al 1950, fu colui che volle ripristinare, per primo, la facciata della chiesa.
In capo alla chiesa si trova il campanile, interamente in laterizio, che pare esser stato una torre delle antiche fortificazioni, trasformato poi in torre campanaria, dotata di 7 campane in scala Do#3 suonabili elettricamente o manualmente con la tastiera su in cella, qui sotto i dati delle campane:
# 0: Achille Mazzola fu Luigi - 1926 - Do#3
# 1: Barigozzi e Marchioni Asti - 1852 - Fa#3
# 2: Barigozzi e Marchioni Asti - 1852 - Lab.3
# 3: Barigozzi e Marchioni Asti - 1852 - Sib.3
# 4: Barigozzi e Fratelli - 1862 - Si3 - AGGIUNTA NEL 2013
# 5: Barigozzi e Marchioni Asti - 1852 - Do#4
# 6: fonditore ignoto - 1937 - Mib.4 - AGGIUNTA EL 2013.
Nel 1815, grazie alle offerte dei fedeli e alla cura del prevosto Bussolino, il campanile fu portato a maggior altezza; questa informazione è giunta fino a noi tramite una tavoletta posta sulla scala del medesimo.
A destra di esso si trova il coro caratterizzato da una pianta circolare, il cui stile quattrocentesco, fa pensare che, insieme al campanile e a parte del presbiterio, siano la parte più antica della chiesa, essi, infatti costituiscono la pianta primitiva.

### Interno
L'interno è suddiviso in tre navate: quelle laterali più strette, quella centrale più ampia. La navata sinistra è caratterizzata dalla presenza di cinque cappelle. La prima è intitolata a sant'Elisabetta di Portogallo; la seconda intitolata al sacro Cuore di Gesù (l'altare presente in questa cappella anticamente era dedicato a sant'Antonio Abate, il cui possedimento fu determinato da famiglie come i Balsamo, i Ramello, i conti Saluzzo di Monesiglio ed infine dai Berroni). La terza cappella, dedicata all'Immacolata Concezione, venne costruita nel 1732 ampliando quella preesistente più piccola e costruendo la cupola di copertura sulla quale è rappresentata una scena dell'Apocalisse, inoltre nel 1887 fu aumentata la decorazione dorata a cura di Prevosto Teologo Giovan Battista Sardi. La quarta, dedicata al Crocifisso, è caratterizzata da una massiccia presenza di marmo. La quinta cappella, dedicata alla Madonna del Carmine e a sant'Orsola, fu ritrovo spirituale delle figlie di Maria dette orsoline.
Nella navata a destra, invece, vi è una sola cappella, dedicata a santa Rita da Cascia.
Sempre nella stessa navata sono situati i due portali d'ingresso, tra i quali un tempo si trovava l'altare dello Spirito Santo, ma quando il vescovo Giuseppe Filippo Felissano nel 1743, giunse nella chiesa ordinò la distruzione dell'altare in quanto in cattive condizioni, inoltre l'ultimo altare intitolato al sacro cuore di Gesù è collocato nel presbiterio.
La maggior parte delle colonne hanno basi attiche, fusto liscio in marmo e capitello composito; le lesene hanno anche loro capitelli compositi e sono caratterizzate da lastre marmoree policrome.
Il coro, posto dietro all'altare, è in legno scolpito; a sinistra di esso vi è la vecchia sacrestia, la quale è stata costruita o rifinita nel 1715, questa informazione è scritta su una rozza tavoletta in terracotta incastonata sul muro esterno della sacrestia.

## Opere

### Organo a canne
L'organo a canne attuale fu costruito da Francesco Vegezzi Bossi nel 1918 con i materiali dello strumento precedente, datato 1868 e costruito dai fratelli Collino. L'organo è situato all'ingresso di una tribuna lignea realizzata nel 1868 dai falegnami sandamianesi Giovanni, Lorenzo e Vincenzo Calosso, che dimostrarono grande bravura e ottimo gusto artistico.
Lo strumento, restaurato nel 2004 dalla casa organaria Brondino Vegezzi Bossi di Centallo, è dotato di due manuali a trasmissione elettropneumatica e pedaliera da 30 pedali. Le canne di facciata sono disposte a cuspide in tre campate.

### Altre opere d'arte
Il pavimento in mosaico è contraddistinto dalla presenza, oltre che ai fregi dorati, di due clipei i quali racchiudono lo stemma vescovile di Giacinto Arcangeli (vescovo di Asti) e lo stemma papale di Leone XIII. Inoltre la decorazione del pavimento fu realizzata per celebrare il giubileo del 1900.
Un maestoso pulpito in legno, posto sulla seconda colonna a destra partendo dall'altare, domina la navata e contrasta i colori dominanti dell'intera chiesa (oro, e marmo policromo): esso è stato realizzato da un artista sandamianese.
All'interno della prima cappella della navata sinistra è collocato un altare ligneo, sopra il quale una tela di Michelangelo Pittatore, realizzata nel XIX secolo, rappresenta Sant'Elisabetta; l'altare, inoltre, è stato arricchito da un paliotto settecentesco realizzato con scagliola lavorata ad intarsio. È utile dire che questo altare è stato dedicato alla Compagnia delle Umiliate. Nella seconda cappella, sopra un altare marmoreo, vi è una statua di Gesù, sopra il quale vi è una tela che delinea la Madonna attorniata dagli angeli e da altri Santi quali: Sant'Antonio, San Francesco e Santa Margherita da Cortona. La terza cappella ospita una statua della Madonna Immacolata, in legno dorato e dipinto, racchiusa all'interno di una nicchia in vetro; tutto ciò è del periodo ottocentesco. A destra e a sinistra vi sono due affreschi realizzati da Luigi Morgari nel 1895, essi rappresentano Sant'Anna e San Gioacchino (sinistra) e Pio IX che proclama il dogma dell'Immacolata Concezione di Maria. Il resto delle decorazioni, risalenti al Seicento, è dei fratelli Pozzo. Dietro l'altare, intitolato a le compagnie dell'Immacolata Concezione e degli Agonizzanti, vi è una sacrestia.
Nella quarta cappella è disposto un dipinto di Cristo Crocifisso, realizzato nel XVII secolo da uno scultore piemontese. Accanto ad esso, probabilmente, erano un tempo collocate due statue in legno dorato, le quali delineavano Giovanni Evangelista e la Madonna. L'altare presente nella cappella è stato commissionato dalla famiglia Migliasso. La quinta è caratterizzata dalla presenza di due affreschi, ai lati dell'altare centrale, che rappresentano alcuni frammenti della vita di Sant'Orsola, essi sono stati realizzati dai fratelli Pozzo e, molto probabilmente, dalla loro scuola. L'intera cappella è dominata dalla statua in legno dipinto della Madonna del Carmine, attribuita a Giuseppe Maria Clemente, datata circa seicento. Anche la sesta cappella è caratterizzata dalla presenza di un altare, sul quale si erge la statua della santa (Santa Rita) alla quale è dedicata la cappella. Il patronato apparteneva alla famiglia Benotto: infatti, all'interno di questa cappella, si trova una tela XVII secolo raffigurante la Madonna col Bambino tra le Santa Caterina da Siena, Santa Lucia, Santa Caterina d'Alessandria e Sant'Agata; in basso, a destra, possiamo quindi notare il committente Don Pietro Benotto in atteggiamento orante. Sulle pareti ai lati dell'altare, all'interno di due clipei, sono raffigurate Sant'Apollonia e Sant'Agnese.
Lungo la navata destra si può scorgere una pregevole ed importante Via Crucis, realizzata su lamelle di rame stampato e dipinto da Luigi Morgari nel 1912, mentre, sul fondo della chiesa, è possibile ammirare un quadro che ritrae le anime del purgatorio. La volta della navata centrale fu interamente affrescata, nel XX secolo, da Luigi Morgari; questi affreschi rappresentano i Santi Cosma e Damiano che guariscono miracolosamente i malati, mentre, sull'arco trionfale, vi è il Santissimo Sacramento con intorno san Tommaso d'Aquino, san Silvestro, sant'Agostino, san Leone Magno e san Girolamo.